# Guillermo Vargas
Guillermo Vargas, pseudonim Habacuc (ur. 18 września 1975 w San José) – kostarykański artysta, który w 2007 roku wywołał kontrowersje swoją pracą „Exposición No. 1.”, której elementem był przywiązany do ściany chory, bezpański pies. Zdjęcia z wystawy opublikowane w Internecie wywołały bardzo silne reakcje i tysiące krytycznych publikacji, głównie na prywatnych blogach i forach internetowych.
W Polsce sprawa wystawy była poruszana m.in. w Dzienniku oraz Gazecie Wyborczej, w portalach Onet.pl, Gazeta.pl a także w mniejszych serwisach poświęconych kulturze, m.in. Kulturaonline.pl.

## Exposición No. 1.
Kontrowersyjna wystawa Vargasa miała miejsce 16.08.2007 roku w Galerii „Códice” w stolicy Nikaragui Managui. Z powodu emocji jakie wywoływały zdjęcia z wystawy w publikacjach na ten temat pojawiło się bardzo wiele nieścisłych i niesprawdzonych informacji. Relacje przedstawiały się m.in. następująco:
„Guillermo Habacuc Vargas, kostarykański artysta, przywiązał psa do ścian jednej z galerii i zagłodził go. Dzieło zostało wybrane do reprezentowania Kostaryki na Biennale Ameryki Centralnej w 2008 roku w Hondurasie.”
„Artysta z Kostaryki przywiązał do ściany galerii wychudzonego psa. Na zdjęciach widać, jak zwiedzający z drinkami przechadzają się nad głową zwierzęcia. Pies umiera z głodu. W weekend fotografie pokazał portal Onet.pl. Praca została wytypowana do oficjalnego reprezentowania Kostaryki na Biennale Ameryki Centralnej 2008 i wywołała oburzenie internautów na całym świecie – pisze DZIENNIK.”
„Uważający się za artystę Guillermo Habacuc Vargas z Kostaryki przywiązał liną do ściany galerii w mieście Managua w Nikaragui umierającego, chorego psa jako dzieło sztuki na sierpniowej wystawie. Pies zdechł drugiego dnia pobytu w galerii, Vargas nie pozwolił nikomu go nakarmić, ani napoić. W nagrodę będzie reprezentował swój kraj na międzynarodowym biennale w 2008 roku. – Reakcja ludzi pokazuje ich hipokryzję. Gdyby pies zdechł na ulicy nie zwróciliby na to uwagi – uważa Vargas.”
Informacja, że „Elementem ekspozycji w pracy Vargasa był pies przywiązany do ściany” została jednoznacznie potwierdzona przez pierwotne publikacje na temat wystawy w kostarykańskiej „La Nacion” oraz nikaraguańskiej „La Prensa” or oświadczenie Galerii „Códice”
Nieprawdziwa była natomiast informacja jakoby „Praca została wytypowana do oficjalnego reprezentowania Kostaryki na Biennale Ameryki Centralnej 2008”. Faktycznie Vargas został nominowany do Biennale w Hondurasie za inną pracę zatytułowaną „Jony leyendo y explicando” Nominacja miała miejsce w Kostaryce, prawie miesiąc przed pierwszą publikacją w sprawie wystawy w Nikaragui, a więc jest bardzo mało prawdopodobne, że Jury wiedziało o kontrowersjach wokół osoby Vargasa i że mogły one wpłynąć na werdykt.
Nie istnieją również żadne wiarygodne oświadczenia które potwierdzałyby, że Pies umarł dzień po wystawie Pierwotne źródło tej informacji to publikacja w La Nacion. Jako źródło tej informacji dziennik podaje dziennikarkę nikaraguańskiej La Prensy, Martę Leonor González. Kontrowersje wokół tego budzi fakt, że w dzień po publikacji w La Nacion o sprawie wystawy napisała redakcja La Prensy powołując się na La Nacion, nie zaś na swoją własną dziennikarkę. Informacji tej zaprzeczyła dyrektorka galerii Juanita Bermúdez, twierdząc, że pies uciekł z terenu muzeum 17 sierpnia. Według niej pies był regularnie karmiony jedzeniem przyniesionym przez samego artystę